# Place de l'Ancienne-Douane (Colmar)
Pour les articles homonymes, voir Place de l'Ancienne-Douane.
La place de l'Ancienne-Douane est un lieu public de la ville de Colmar, en France.

## Situation et accès
Cette place publique est située dans le quartier centre.
On y accède par la Grand-Rue, les rues des Tanneurs, des Tripiers et la petite rue des Tanneurs.
Cette place n'est pas desservie par les bus de la TRACE.

## Origine du nom
La place doit son nom à la présence de l'ancienne douane dite Koïfhus à partir du XVe siècle.

## Bâtiments remarquables et lieux de mémoire
Sur cette place se trouvent des édifices remarquables[Lesquels ?].

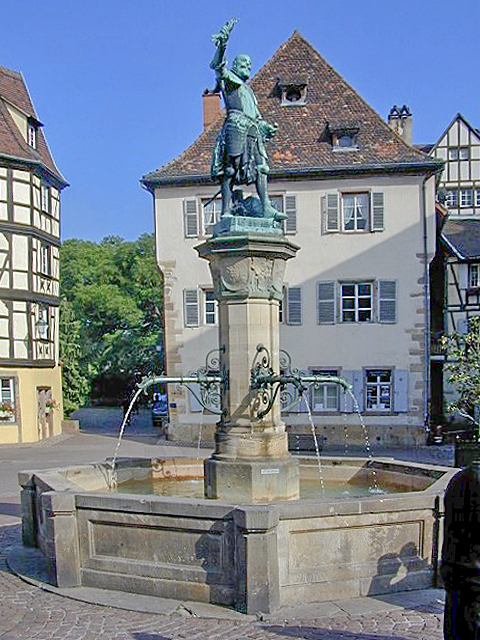
Fontaine Schwendi (1898[3])
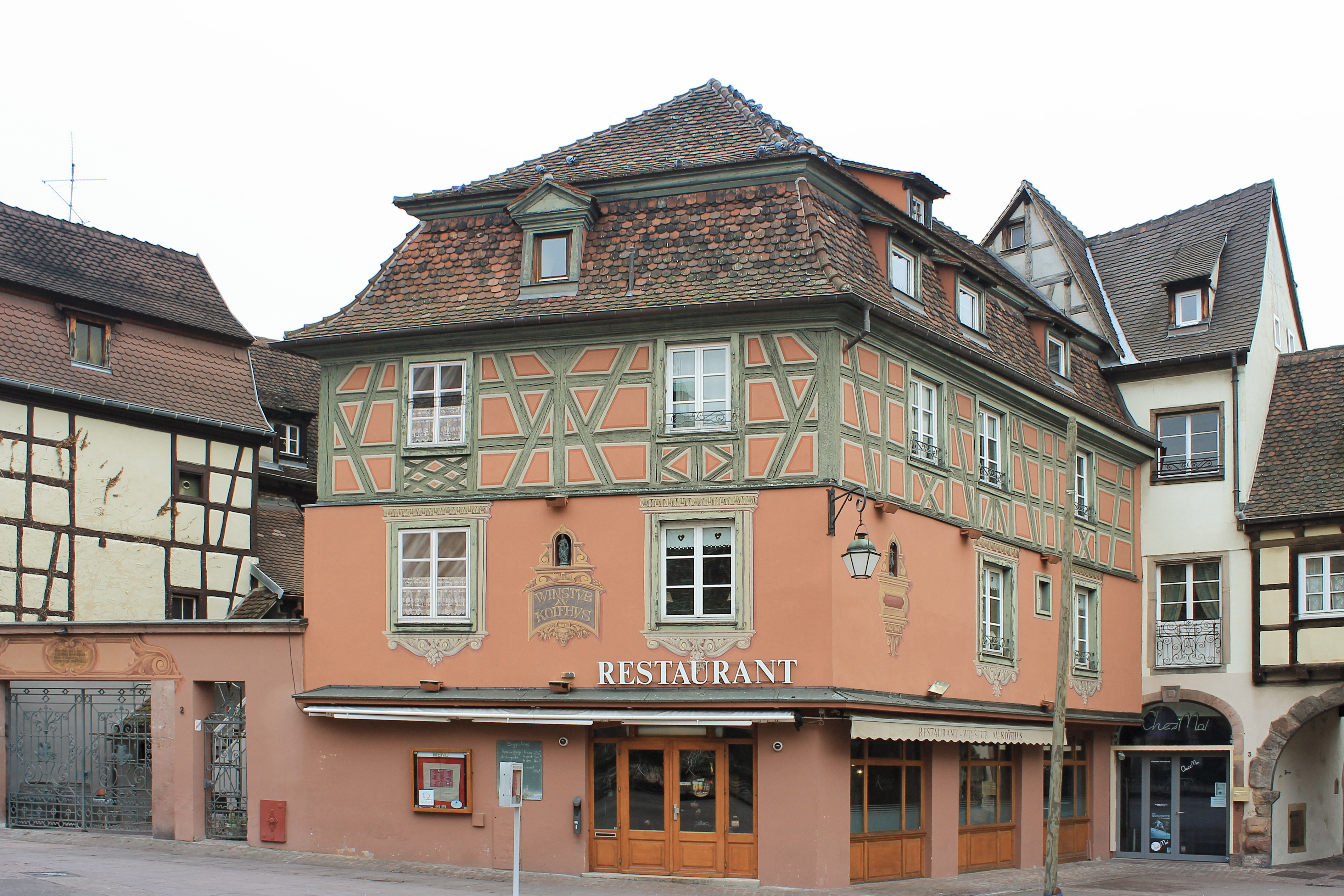
Un restaurant au no 2.